# Parti uni du peuple
Le Parti uni du peuple (en anglais : People's United Party) est un parti politique du Belize fondé en septembre 1950. Il est membre de la COPPPAL et membre consultatif de l'Internationale socialiste.

## Histoire
Dans les années 1940, l'opposition au gouvernement colonial du Honduras britannique s'exprime à travers les syndicats rassemblés dans l'Union générale des travailleurs (en) (GWU) fondée en 1939 et dans le Conseil municipal de Belize City avec un groupe de jeunes élus passés par l'Université. En décembre 1949, le gouvernement colonial décide de dévaluer le Dollar bélizien pour enrayer la crise économique.
En janvier 1950, les activistes membres du conseil municipal de Belize City et ceux des syndicats se rassemblent dans un People's Committee (PC) et étendent leur critique au colonialisme en général. Le 12 février 1950 une importante manifestation marche à travers les rues de Belize City et lapide les maisons des partisans du système colonial. L'état d'urgence est proclamé et maintenu jusqu'en juillet 1950. La radicalisation nationaliste des militants syndicaux, qui deviennent majoritaires au sein du GWU, et la nécessité de l'action politique poussent ses promoteurs à dissoudre le People's Committee pour former le Parti uni du peuple (PUP) le 29 septembre 1950.
En réponse à cette création, l'administration coloniale met en avant, dans un rapport, le manque de maturité de la population du Honduras britannique et suscite la création d'un Parti national du Belize (National Party of Belize) en répandant le bruit que le PUP est aidé par le Guatemala. De plus les principaux dirigeants du PUP sont mis en prison. Cependant, malgré ces attaques, George Cadle Price, l'un des principaux dirigeants du PUP est réélu au Conseil municipal de Belize City en 1952.
La même année, Price prend la tête du GWU et lance une grande manifestation en septembre 1952 pour montrer que le mouvement résiste à la répression coloniale. En octobre, une grève générale de quarante-neuf jours commence à partir d'une station de récolte d'agrumes de l'United Fruit Company. Cette grève montre le soutien dont bénéficient le GWU et le PUP au sein de la population.
Lors des élections générales de 1954, le PUP remporte huit sièges et le Parti national un seul. Les autorités coloniales sont alors obligées de travailler avec le PUP, mais les offres de collaboration divisent le parti entre les partisans de Richardson et Goldson qui sont prêts au compromis et George Cadle Price qui refuse toute entente jusqu'à l'indépendance. Cette tension aboutit à la rupture en 1956 où dix membres du comité central quittent le parti avec leurs partisans. Ce départ renforce le contrôle de Price sur le parti dont il devient le président. Cependant le lien avec le GWU se distend et ce dernier perd peu à peu son influence dans les masses béliziennes.
À partir de 1956, les attaques du pouvoir colonial se tournent principalement contre Price, l'accusant de travailler pour le Guatemala. En 1958 il est accusé de sédition, mais est acquitté par le jury. En parallèle, le parti se renforce en créant une branche féminine, l'United Women's Group se crée en 1959, et en 1961, le PUP remporte la totalité des dix-huit sièges de l'Assemblée législative du Honduras britannique.
Le pouvoir colonial comprend alors qu'il faut négocier l'indépendance avec le PUP. En janvier 1963, un système d'autogouvernance est mis en place comme une dernière étape avant l'indépendance complète. George Cadle Price devenu Premier ministre du Honduras britannique est soutenu par un PUP qui gagne encore seize des sièges sur dix-huit en 1965. Durant cette période le PUP appuie l'action de son chef et accompagne ses réformes devant aider au développement du Honduras britannique.
À partir de la fin des années 1960, alors que des étudiants partis à l'étranger reviennent au Honduras britannique, le PUP est contesté sur sa gauche par des groupes lui reprochant de négliger les populations afro-descendantes. En parallèle, l'opposition de droite s'unifie au sein du Parti démocratique uni en 1973. Ce nouveau parti remporte de nombreuses élections municipales, y compris dans des bastions du PUP, mais sans remettre en cause son poids au niveau national puisqu'en 1979, le PUP remporte les dix-huit siège du Parlement. Le PUP pousse encore pour obtenir l'indépendance complète du Belize.
En 1981, le Honduras britannique devient le Belize et le PUP reste le parti dominant, toujours présidé par George Cadle Price qui devient le premier Premier ministre du Belize. Après l'indépendance, le parti traverse une période de tensions internes avec les disputes entre une aile gauche dirigée par Said Musa et une aile droite dirigée par Sylvester ou Ralf Fonseca. Cependant, Price reste le chef du parti. En 1984, sans doute à la suite de ces divisions internes, le PUP perd pour la première fois les élections législatives et Manuel Esquivel de l'UDP devient alors Premier Ministre.
Dans l'opposition, Musa s'impose de plus en plus comme le successeur de Price et rassemble le parti pour gagner de nouveau en 1989, permettant à Price de redevenir Premier Ministre. Mais en 1993, il est de nouveau défait. En 1996, Price abandonne la tête du parti et Musa s'impose comme le nouveau chef. Il devient Premier Ministre à la suite des élections de 1998. Après la défaite de 2008, Musa abandonne la tête du parti et un nouveau chef est élu. Myrtle Palacio est la secrétaire générale du parti de 2011 à 2015.

## Chefs du PUP
- John Smith (1950-1952)
- Leigh Richardson, intérim (1953-1956)
- George Cadle Price (1956-1996)
- Said Musa (1996-2008)
- Johnny Briceño (2008-2011)
- Francis Fonseca (2011-2016)
- Johnny Briceño (depuis 2016)

## Résultats électoraux

### Élections législatives
| Année | Représentants | Votes  | %     | Rang | Gouvernement |
| ----- | ------------- | ------ | ----- | ---- | ------------ |
| 1993  | 13 / 29       | 36 082 | 51,23 | 2e   | Opposition   |
| 1998  | 26 / 29       | 50 330 | 59,67 | 1er  | Gouvernement |
| 2003  | 22 / 29       | 53 314 | 53,54 | 1er  | Gouvernement |
| 2008  | 6 / 31        | 50 744 | 42,18 | 2e   | Opposition   |
| 2012  | 14 / 31       | 61 329 | 47,54 | 2e   | Opposition   |
| 2015  | 12 / 31       | 67 566 | 47,77 | 2e   | Opposition   |
| 2020  | 26 / 31       | 88 040 | 59,60 | 1er  | Gouvernement |
| 2025  | 26 / 31       | 85 096 | 67,91 | 1er  | Gouvernement |